# Río Formigales
El barranco de Formigales o río Formigales es un barranco al sudoeste de la comarca del Sobrarbe, en La Fueva (provincia de Huesca, Aragón, España). Nace en la parte fovana de la sierra de Campanué por debajo de los despoblados de Lavilla y Latorre y por encima de la población de Formigales, pasa por el lado de este último lugar y se adentra en la hondonada de La Fueva donde recorre unos 4 km hasta encontrarse con el río Usía en la parte del puente que da acceso al núcleo de Humo de Muro.
Al barranco de Formigales se le llama asimismo río porque, en al alimentarse del agua subterránea de los víveros de El Campanué nunca o casi nunca se lo ha visto secarse, y no sufre estiajes, por lo que mantiene un caudal discreto pero constante todo el año.